# Prus II
Prus II (Wilczekosy, Wilcze Kosy, Słubica, Falcastrum Lupinum) – polski herb szlachecki.

## Opis herbu
W polu czerwonym dwie wilczekosy srebrne złączone w dole i związką złotą powiązane, tak, że koniec jej wisi, zachodzące ostrzami na siebie z zaćwieczonym tamże półtorakrzyżem srebrnym, którego dolne ramię w lewo, w klejnocie ramię zbrojne w łokciu zgięte z mieczem w lewo zaniesione.

## Najwcześniejsze wzmianki
Znane są następujące pieczęcie średniowieczne: 1402 – Iwan z Radomina; 1413 – Adam z Będkowa, kanonik krakowski; 1422 – Mikołaj z Schillingsdorfu; 1434 – Piotr z Będkowa.

### Legenda herbowa
W czasach wojny księcia Kazimierza I Odnowiciela (ur. 1016, zm. 1058) z Miecławem, uzurpatorem mazowieckim, wojskami polskimi dowodził rycerz herbu Prus. Udało mu się pokonać wroga, który został przez niego dwa razy raniony. W dowód wdzięczności Kazimierz Odnowiciel pozwolił rycerzowi ożenić się z jedyną córką Miecława i nadał mu rozległe ziemie na Mazowszu. Tymczasem na pamiątkę pokonania Miecława i ożenku z jego córką, możny ów do swojego herbu, na który składał się półtoraramienny krzyż, dołączył dwie skrzyżowane kosy, znajdujące się w herbie zwyciężonego przeciwnika.

## Herbowni
Lista nazwisk rodów szlacheckich pieczętujących się herbem Prus z Herbarza polskiego od średniowiecza do XX wieku Tadeusza Gajla:
Bacewicz, Bandkowski, Bawor, Baworowski, Będkowski, Bielejowski, Bielowski, Blichowski.
Chłopicki, Chomentowski, Chomętowski, Cygański.
Damecki, Danielecki, Daniecki, Daniewski, Dawidowski, Dembowski, Dębowski, Dowejko.
Faszcz, Faszczewski, Filonienko.
Gąsowski, Glauch, Glinojecki, Glinowiecki, Gloger, Glogier, Głaznecki, Głaznocki, Głuchowski, Głuchowski-Gleich, Gołąb, Goscewicz, Gościszewski, Gradowski, Grochowalski, Grodzieński, Grzybowski, Grzybiński.
Jezierski, Jeżewski.
Kalnochwotski, Kamocki, Kanafocki vel Kanafojski, Kamiski, Katlewski, Klukowski, Kobyliński, Kosiński, Kostecki.
Lisicki, Lubecki vel Łubecki, Lubiatowski.
Łaźniewski, Łanźiowski.
Makowski, Małachowski, Miszewski, Miszkiel, Mitarnowski, Myślecki, Myślęcki, Moszczyński.
Nakwaski, Niedziński, Niewierski, Niewieściński, Nowomiejski.
Obrębski, Olszewski, Olszowski, Osowiński vel Ossowiński, Orpinowski vel Orpiński, Orzeszkowski.
Petrellewicz, Płomiański, Preczkowski vel Pręczkowski, Pruski.
Radomiński, Rogusławski, Rosołowski, Rudowski.
Samicki, Segnic, Siodłowski, Skotnicki, Strzemieczny (Wytrychowski, Wytrykus), Stypiński, Szczutowski, Szczyciński.
Świętochowski.
Tobaczyński.
Uciąski
Więckowski, Wieczwiński, Windacki, Windak, Windyka, Wodziński, Wołowski, Wspinek vel Spinek.
Zaborowski (Saborowski, Zaborowskij, Zabriskie), Zacharski, Zglenicki, Zglinicki, Żyr